# Верхневольский (посёлок)
Верхневольский — посёлок в Бабаевском районе Вологодской области.
Входит в состав Тороповского сельского поселения, с точки зрения административно-территориального деления — в Тороповский сельсовет.

## География
Расположен на берегах реки Колпь. Расстояние по автодороге до районного центра Бабаево — 41 км, до центра муниципального образования деревни Торопово — 15 км. Ближайшие населённые пункты — Верхневольск, Лебедево, Новинка.

## История
В 1966 г. указом президиума ВС РСФСР поселок Верхневольского известкового завода переименован в Верхневольский.

## Население
| 2010 |
| ---- |
| 211  |